# Triple saut masculin aux Jeux olympiques d'été de 1968
Pour un article plus général, voir Athlétisme aux Jeux olympiques d'été de 1968.
Navigation
Tokyo 1964 Munich 1972
L'épreuve du triple saut masculin aux Jeux olympiques de 1968 s'est déroulée les 16 et 17 octobre 1968 au Stade olympique universitaire de Mexico, au Mexique. Elle est remportée par le Soviétique Viktor Saneïev qui établit un nouveau record du monde avec 17,39 m.

## Déroulement de l'épreuve
Cinq records du monde sont battus lors des Jeux olympiques de 1968, qui se disputent à 2 300 m d'altitude, à Mexico, au Stade olympique disposant d'une piste en polyuréthane.
Le 16 octobre 1968, lors des qualifications, l'Italien Giuseppe Gentile atteint par vent nul la marque de 17,10 m et améliore de 7 cm le record du monde du Polonais Józef Schmidt établi en 1960.
Le lendemain, en finale, à sa première tentative, l'Italien porte le record du monde à 17,22 m, avant que le Soviétique Viktor Saneïev n'améliore d'un centimètre ce record avec 17,23 m (+2,0 m/s), réussi à son troisième essai. Puis, le Brésilien Nelson Prudencio ajoute 5 cm au record du monde de Saneïev en établissant la marque de 17,27 m au cinquième essai (+ 2,0 m/s). Enfin, à son sixième et dernier essai, Viktor Saneïev établit le quatrième record du monde de la journée, le cinquième du concours et le deuxième personnel de la journée, en atteignant la marque de 17,39 m, bénéficiant là-encore d'un vent favorable de 2,0 m/s. Des qualifications jusqu'à la finale, le record du monde est amélioré de 36 cm.
Viktor Saneïev remporte le concours, devant Nelson Prudêncio et Giuseppe Gentile.

Podium du triple saut masculin
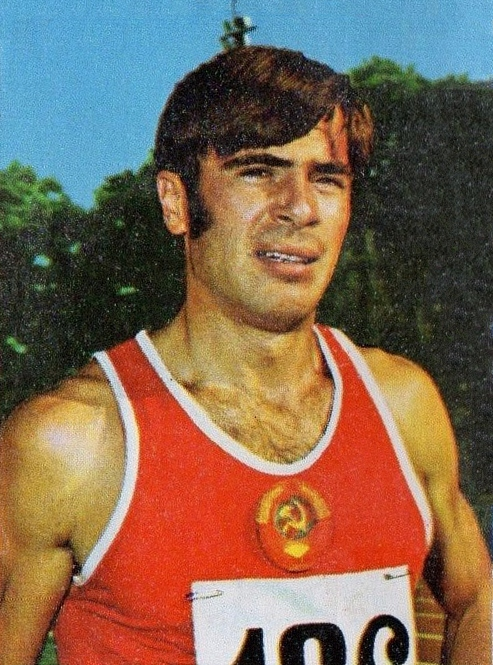
Viktor Saneïev.
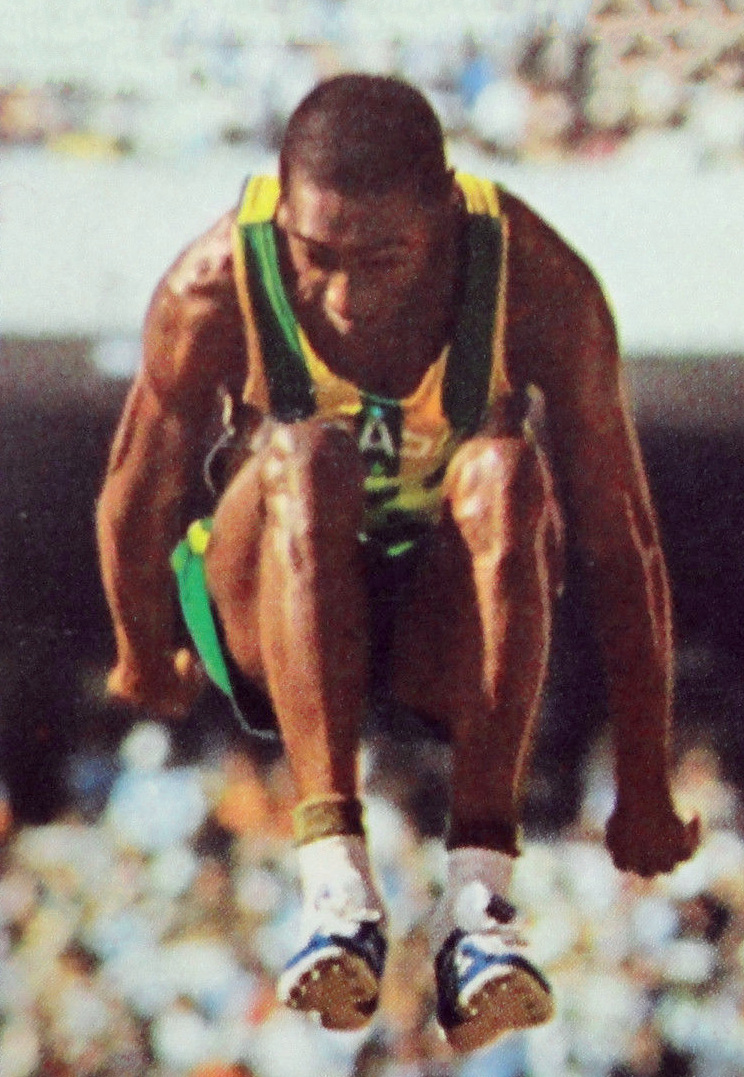
Nelson Prudêncio.
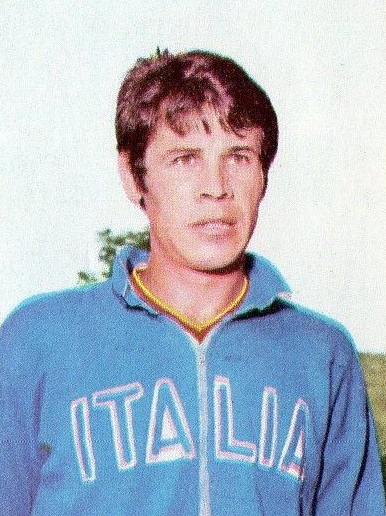
Giuseppe Gentile.

## Résultats

### Finale
| Rang               | Athlète           | Pays                 | Essais | Essais | Essais | Essais | Essais | Essais | Marque | Note |
| Rang               | Athlète           | Pays                 | 1      | 2      | 3      | 4      | 5      | 6      | Marque | Note |
| ------------------ | ----------------- | -------------------- | ------ | ------ | ------ | ------ | ------ | ------ | ------ | ---- |
| Médaille d'or      | Viktor Saneïev    | Union soviétique     | 16.49  | 16.84  | 17.23  | 17.02  | 16.81  | 17.39  | 17.39  | WR   |
| Médaille d'argent  | Nelson Prudêncio  | Brésil               | 16.33  | 17.05  | 16.75  | X      | 17.27  | 17.15  | 17.27  |      |
| Médaille de bronze | Giuseppe Gentile  | Italie               | 17.22  | X      | X      | X      | 16.54  | X      | 17.22  |      |
| 4                  | Art Walker        | États-Unis           | 15.43  | 16.45  | 16.77  | 16.48  | X      | 17.12  | 17.12  |      |
| 5                  | Nikolay Dudkin    | Union soviétique     | 16.15  | 16.70  | 16.37  | 16.73  | 17.09  | 16.53  | 17.09  |      |
| 6                  | Phil May          | Australie            | 15.48  | 16.58  | 16.51  | 17.02  | X      | –      | 17.02  |      |
| 7                  | Józef Szmidt      | Pologne              | 16.06  | 16.77  | X      | 16.66  | X      | 16.89  | 16.89  |      |
| 8                  | Mansour Dia       | Sénégal              | 16.71  | 16.48  | 15.44  | 16.73  | 16.64  | 15.83  | 16.73  |      |
| 9                  | Georgi Stoykovski | Bulgarie             | 16.28  | 16.46  | 16.19  |        |        |        | 16.46  |      |
| 10                 | Henrik Kalocsai   | Hongrie              | 16.45  | 16.39  | 16.20  |        |        |        | 16.45  |      |
| 11                 | Joachim Kugler    | Allemagne de l'Ouest | 12.87  | X      | 15.90  |        |        |        | 15.90  |      |
| 12                 | Luis Felipe Areta | Espagne              | 15.72  | 15.75  | 14.80  |        |        |        | 15.75  |      |
| 13                 | Şerban Ciochină   | Roumanie             | X      | X      | 15.62  |        |        |        | 15.62  |      |

### Qualifications
- 16,10 m (Q) ou les 12 meilleurs sauts (q).

| Rang | Groupe | Athlète                  | Pays                 | 1     | 2     | 3     | Marque   | Notes |
| ---- | ------ | ------------------------ | -------------------- | ----- | ----- | ----- | -------- | ----- |
| 1    | A      | Giuseppe Gentile         | Italie               | X     | 17.10 | –     | 17.10 WR | Q     |
| 2    | B      | Mansour Dia              | Sénégal              | 16.58 | –     | –     | 16.58    | Q     |
| 3    | B      | Art Walker (en)          | États-Unis           | 16.49 | –     | –     | 16.49    | Q     |
| 4    | B      | Nelson Prudêncio         | Brésil               | 15.79 | 16.46 | –     | 16.46    | Q     |
| 5    | A      | Phil May (en)            | Australie            | 16.32 | –     | –     | 16.32    | Q     |
| 6    | B      | Georgi Stoykovski        | Bulgarie             | 15.26 | X     | 16.24 | 16.24    | Q     |
| 7    | B      | Viktor Saneïev           | Union soviétique     | 16.22 | –     | –     | 16.22    | Q     |
| 8    | A      | Şerban Ciochină          | Roumanie             | 15.93 | 16.07 | 16.21 | 16.21    | Q     |
| 9    | B      | Luis Felipe Areta (en)   | Espagne              | 15.94 | 16.20 | –     | 16.20    | Q     |
| 10   | B      | Joachim Kugler (en)      | Allemagne de l'Ouest | 15.79 | 16.20 | –     | 16.20    | Q     |
| 11   | A      | Józef Szmidt             | Pologne              | X     | 16.19 | –     | 16.19    | Q     |
| 12   | B      | Henrik Kalocsai          | Hongrie              | 15.44 | 16.16 | –     | 16.16    | Q     |
| 13   | B      | Nikolay Dudkin (en)      | Union soviétique     | 15.81 | 16.15 | –     | 16.15    | Q     |
| 14   | B      | Jan Jaskólski (en)       | Pologne              | 15.79 | 16.04 | –     | 16.04    |       |
| 15   | A      | Michael Sauer (en)       | Allemagne de l'Ouest | 15.61 | 16.02 | 15.84 | 16.02    |       |
| 16   | A      | Derek Boosey (en)        | Royaume-Uni          | 15.07 | 15.99 | 16.01 | 16.01    |       |
| 17   | A      | Norman Tate              | États-Unis           | 13.43 | 15.84 | 15.83 | 15.84    |       |
| 18   | B      | Pertti Pousi (en)        | Finlande             | X     | 15.84 | 15.74 | 15.84    |       |
| 19   | A      | Yukito Muraki (en)       | Japon                | X     | 15.37 | 15.83 | 15.83    |       |
| 20   | A      | Tim Barrett (en)         | Bahamas              | X     | 15.06 | 15.79 | 15.79    |       |
| 21   | A      | Dave Smith (en)          | États-Unis           | X     | X     | 15.75 | 15.75    |       |
| 22   | A      | Evangelos Vlasis (en)    | Grèce                | 15.47 | 15.52 | 15.71 | 15.71    |       |
| 23   | B      | Fred Alsop (en)          | Royaume-Uni          | 12.93 | 15.71 | 15.50 | 15.71    |       |
| 24   | B      | Johnson Amoah (en)       | Ghana                | 15.65 | 15.28 | 15.65 | 15.65    |       |
| 25   | B      | Aşkın Tuna (en)          | Turquie              | 15.65 | X     | 15.43 | 15.65    |       |
| 26   | B      | Heinz-Günter Schenk (en) | Allemagne de l'Est   | X     | 14.72 | 15.61 | 15.61    |       |
| 27   | B      | Dragán Ivanov (en)       | Hongrie              | 15.61 | X     | 14.42 | 15.61    |       |
| 28   | A      | Samuel Igun              | Nigeria              | 15.40 | 13.86 | 15.46 | 15.46    |       |
| 29   | A      | Aleksandr Zolotarev (en) | Union soviétique     | 15.41 | 14.72 | X     | 15.41    |       |
| 30   | B      | Lennox Burgher (en)      | Jamaïque             | 15.20 | 15.29 | 15.14 | 15.29    |       |
| 31   | A      | Chen Ming-Chi            | Taïwan               | 15.29 | 15.04 | 14.76 | 15.29    |       |
| 32   | A      | Klaus Neumann (en)       | Allemagne de l'Est   | 15.16 | X     | –     | 15.16    |       |
| 33   | B      | Héctor Serrate (en)      | Porto Rico           | 15.09 | 15.05 | 14.89 | 15.09    |       |
| 34   | A      | Zoltán Cziffra           | Hongrie              | 15.04 | X     | –     | 15.04    |       |

## Légende
Records et Performances
- AR : Record continental (area record)
- CR : Record des championnats (championship record)
- MR : Record du meeting (meet record)
- NR : Record national (national record)
- OR : Record olympique (olympic record)
- PR : Record paralympique (paralympic record)
- PB : Record personnel (personal best)
- SB : Meilleure performance personnelle de la saison (season's best)
- WL : Meilleure performance mondiale de l'année (world leader)
- WJR : Record du monde junior (world junior record)
- WR : Record du monde (world record)

Circonstances et Conditions
- DNF : N'a pas terminé (did not finish)
- DNS : N'a pas pris le départ (did not start)
- DQ : Disqualification (disqualification)
- NM : Aucun essai valable enregistré (No Mark)
- Q : Qualifié « directement » au prochain tour (ou à la prochaine compétition), lors d'une compétition majeure, grâce au classement ou à la réalisation des minima (automatic qualifier)
- q : Qualifié au prochain tour (ou à la prochaine compétition), lors d'une compétition majeure, grâce au repêchage ou à la réalisation de l'une des meilleures performances parmi celles des « non qualifiés directement » (grâce au meilleur temps ou à la meilleure distance par exemple) (secondary qualifier)